# Rolls-Royce Phantom (1925)
Rolls-Royce Phantom – samochód osobowy klasy ultraluksusowej produkowany pod brytyjską marką Rolls-Royce w latach 1925–1990.

## Pierwsza generacja

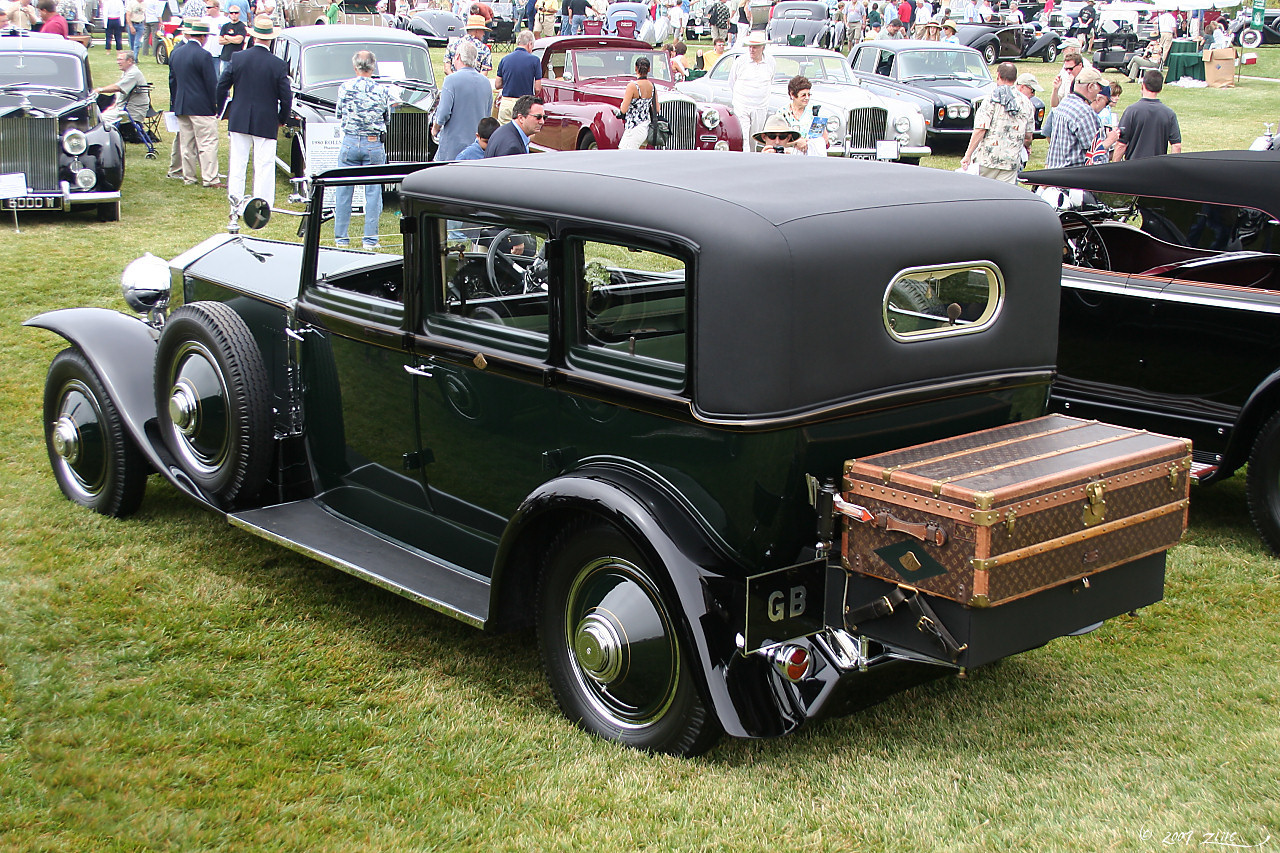
Rolls-Royce Phantom I – tył

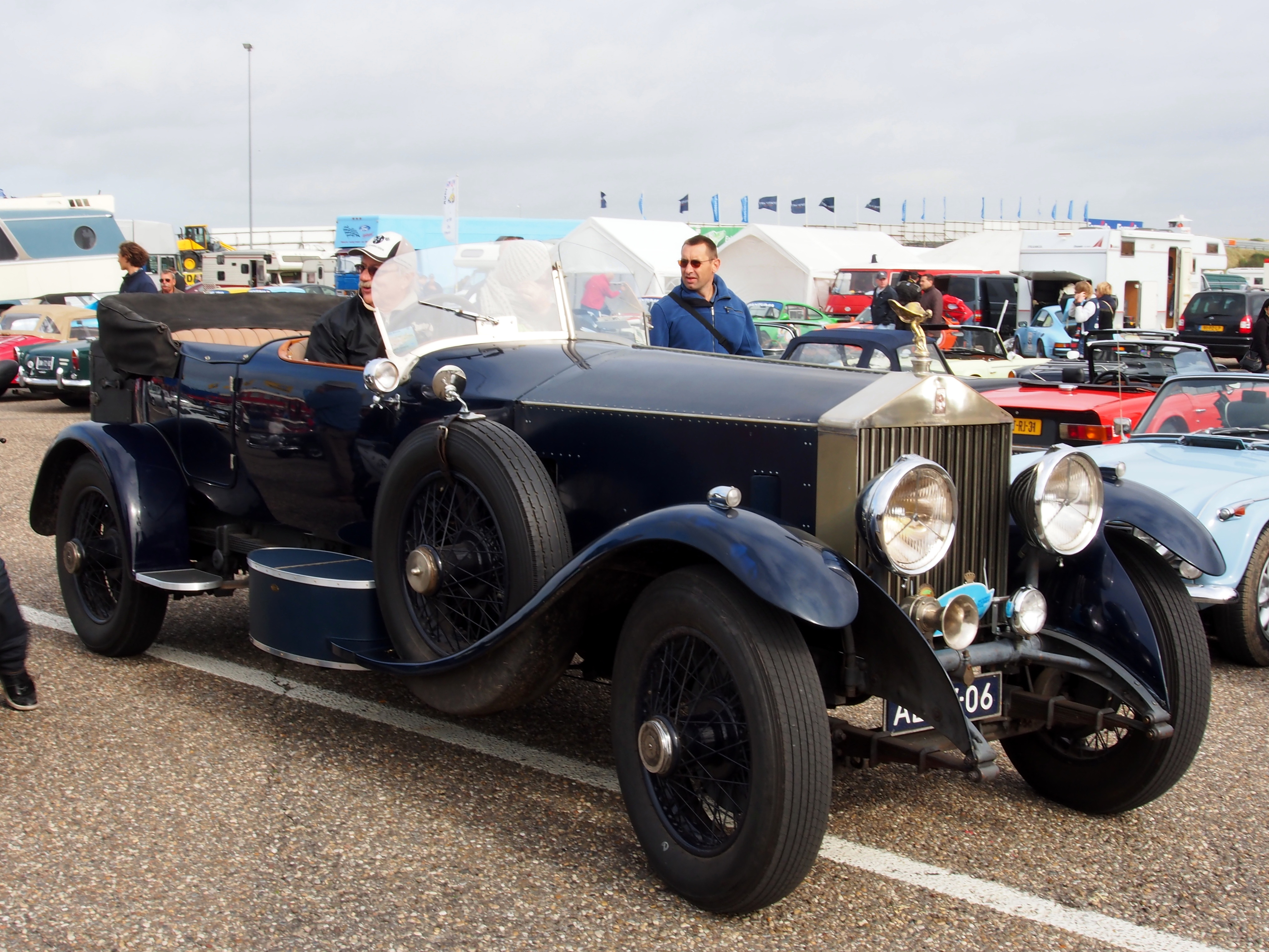
Rolls-Royce Phantom I Cabrio

Rolls-Royce Phantom I został zaprezentowany po raz pierwszy w 1925 roku. Dostępny jako 4-drzwiowa limuzyna.
Następca modelu Silver Ghost. Był to pierwszy model z rodziny Phantom. Do napędu użyto sześciocylindrowego silnika rzędowego o pojemności 7,7 litra. Moc przenoszona była na koła tylne poprzez 3-biegową, a w późniejszych modelach 4-biegową manualną skrzynię biegów.

### Silnik
- R6 7,7 l (7668 cm³), 2 zawory na cylinder[1]
- Średnica × skok tłoka: 108,00 mm × 140,00 mm
- Moc maksymalna: 108 KM (80,5 kW) przy 2750 obr./min[1]

### Osiągi
- Prędkość maksymalna: 145 km/h[1]

## Druga generacja

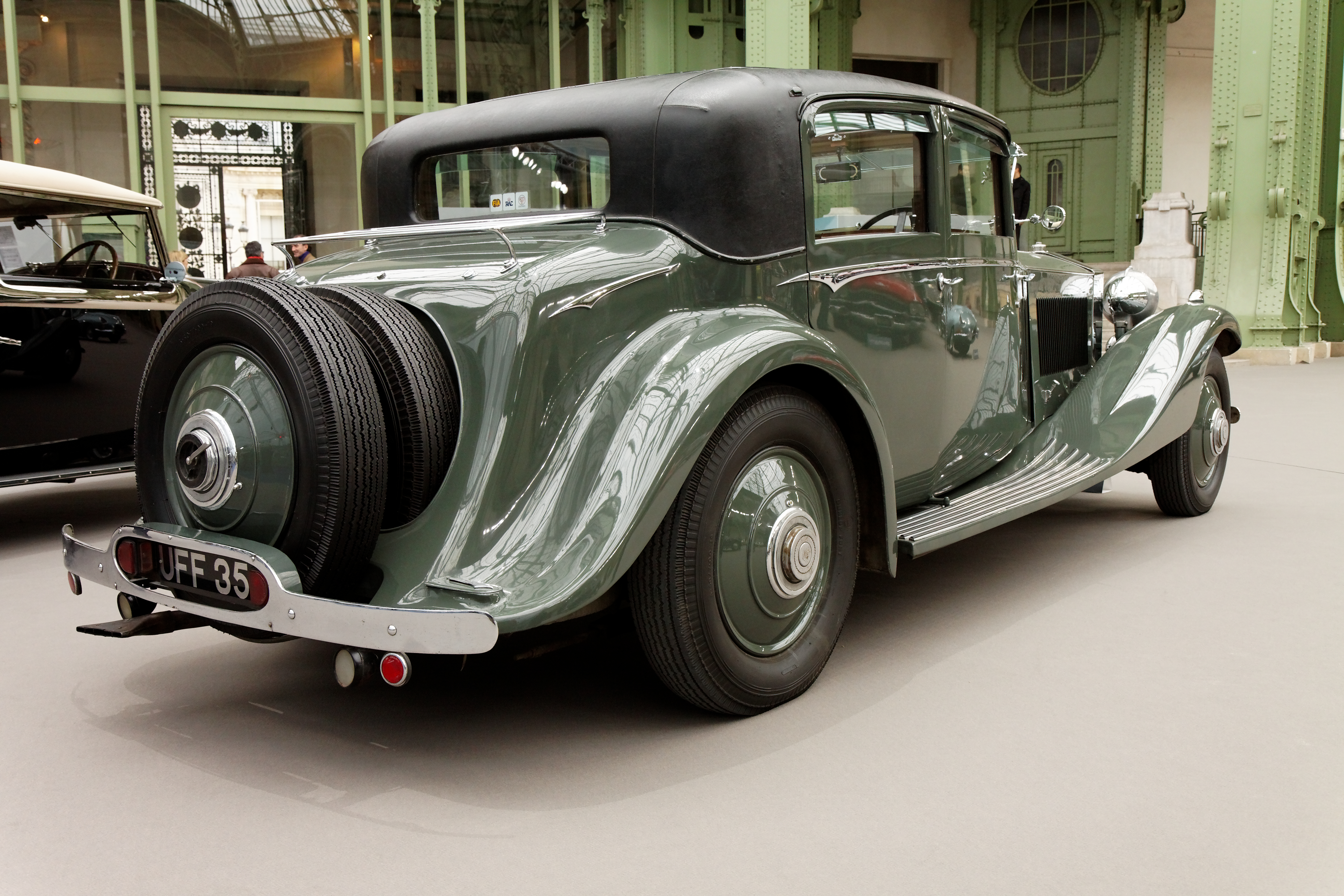
Rolls-Royce Phantom II – tył

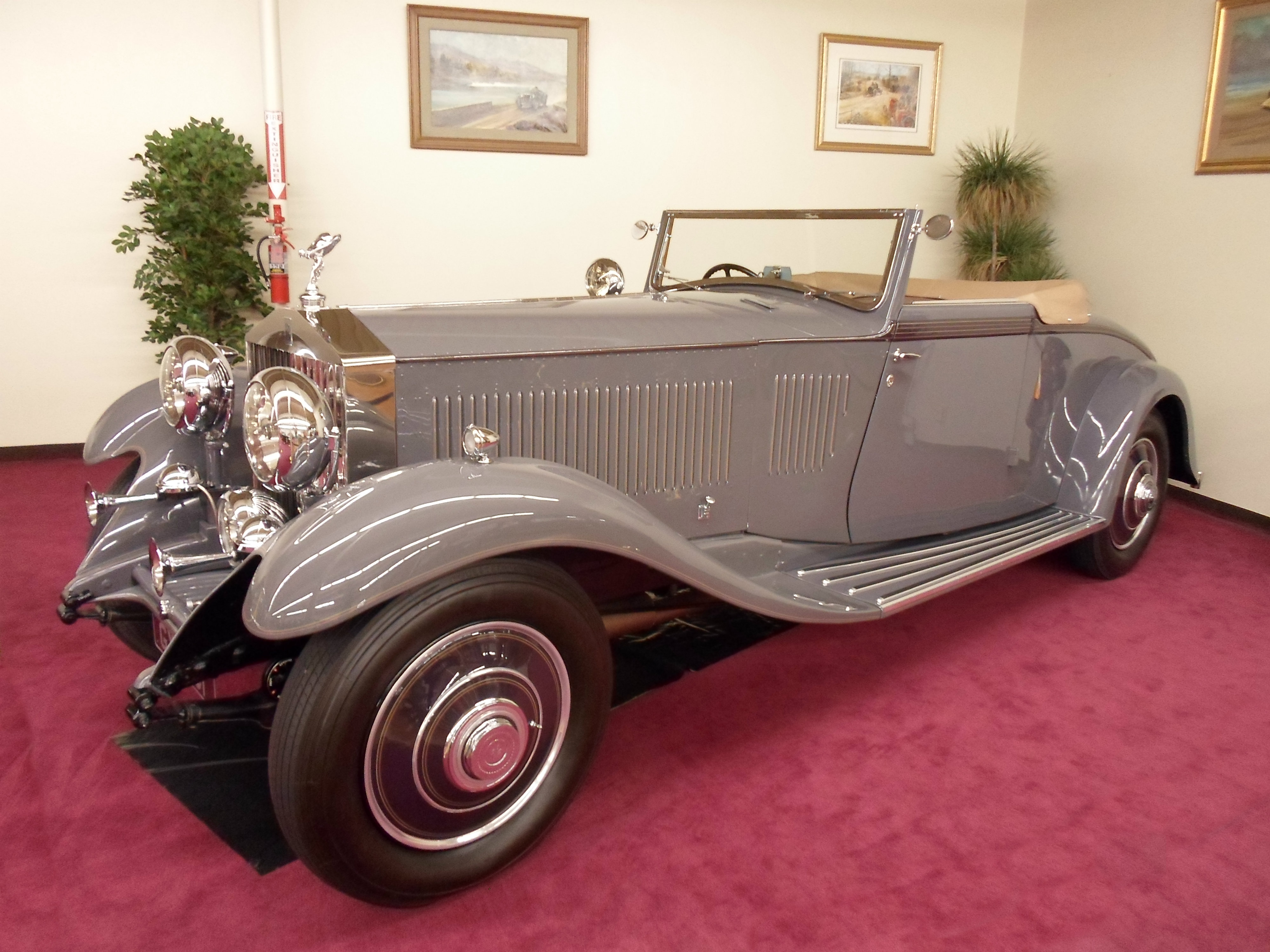
Rolls-Royce Phantom II Cabrio

Rolls-Royce Phantom II został zaprezentowany po raz pierwszy w 1929 roku. 
Do napędu samochodu użyto sześciocylindrowego silnika rzędowego o pojemności 7,7 litra. Moc przenoszona była na koła tylne poprzez 4-biegową manualną skrzynię biegów.

### Silnik
- R6 7,7 l (7668 cm³), 2 zawory na cylinder[2]
- Średnica × skok tłoka: 108,00 mm × 140,00 mm
- Stopień sprężania: 5,28:1
- Moc maksymalna: 122 KM (89,5 kW) przy 3000 obr./min[2]

### Osiągi
- Przyspieszenie 0-80 km/h: 14,5 s[2]
- Prędkość maksymalna: 149 km/h[2]

## Trzecia generacja

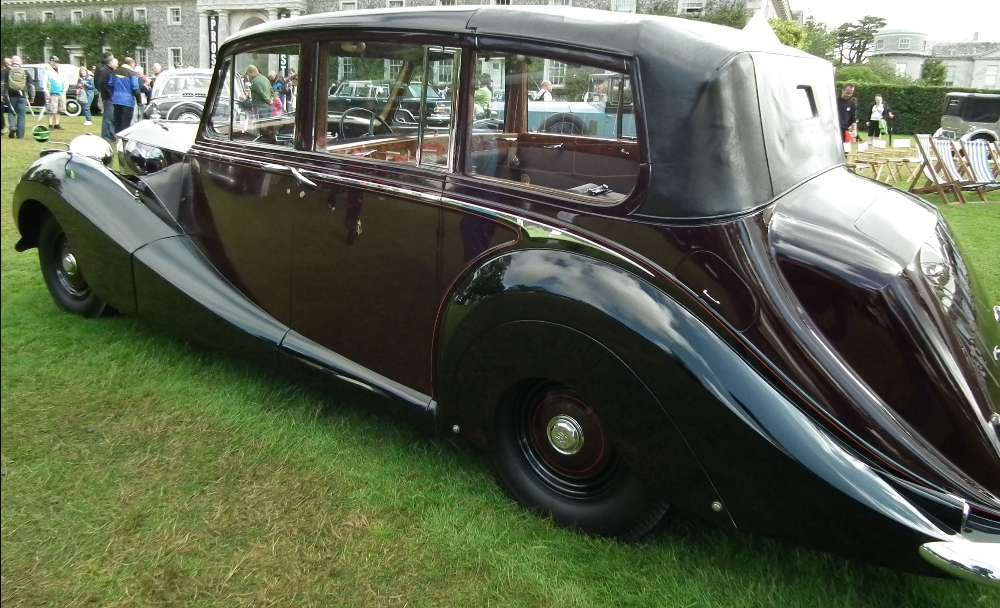
Rolls-Royce Phantom III – tył

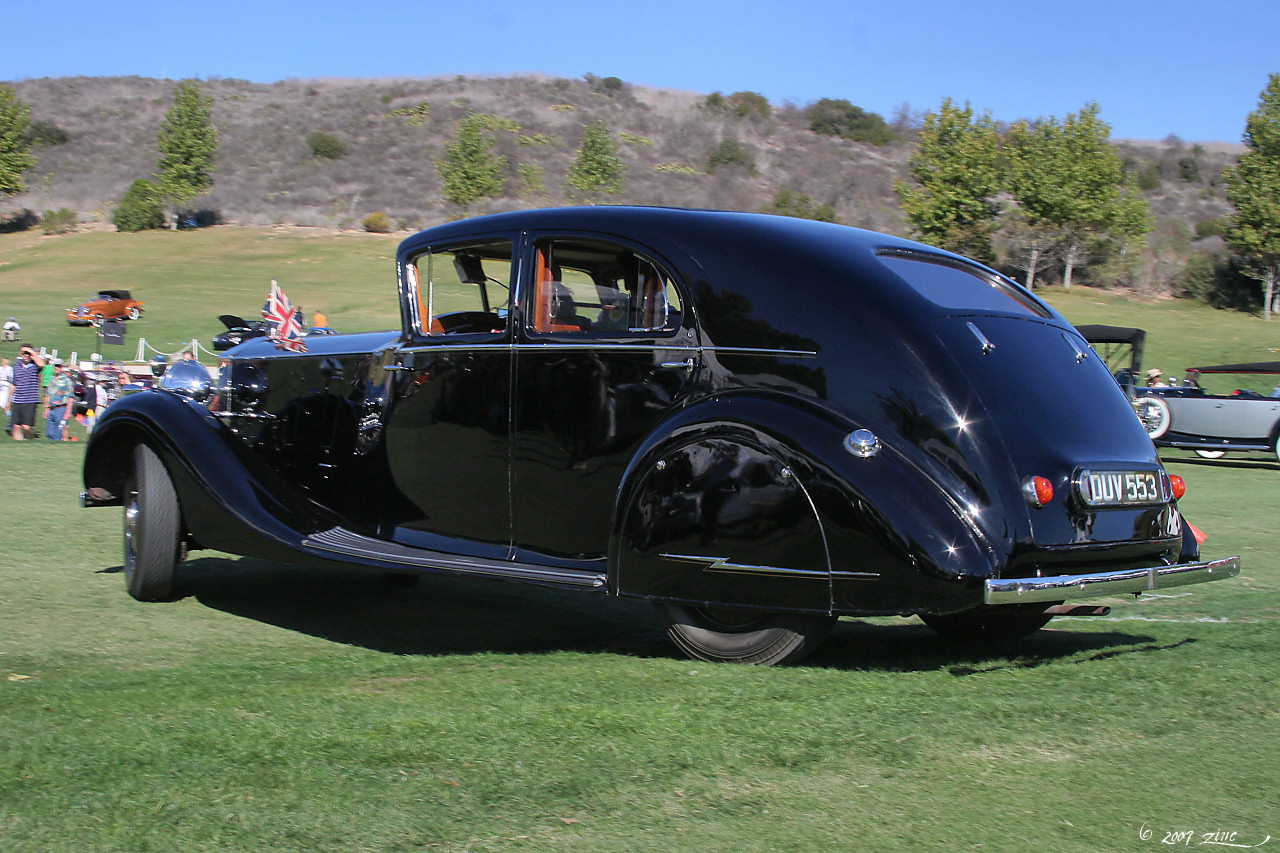
Rolls-Royce Phantom IV Cabrio

Rolls-Royce Phantom III został zaprezentowany po raz pierwszy w 1936 roku.
Do napędu samochodu użyto silnika V12 o pojemności 7,3 litra. Moc przenoszona była na koła tylne poprzez 4-biegową manualną skrzynię biegów.

### Silnik
- V12 7,3 l (7340 cm³), 2 zawory na cylinder, OHV
- Średnica × skok tłoka: 82,50 mm × 114,30 mm
- Moc maksymalna: 167 KM (123 kW) przy 3000 obr./min

### Osiągi
- Przyspieszenie 0-100 km/h: 16,8 s[3]
- Prędkość maksymalna: 137 km/h
- Średnie zużycie paliwa: 28 l/100 km[3]

## Czwarta generacja

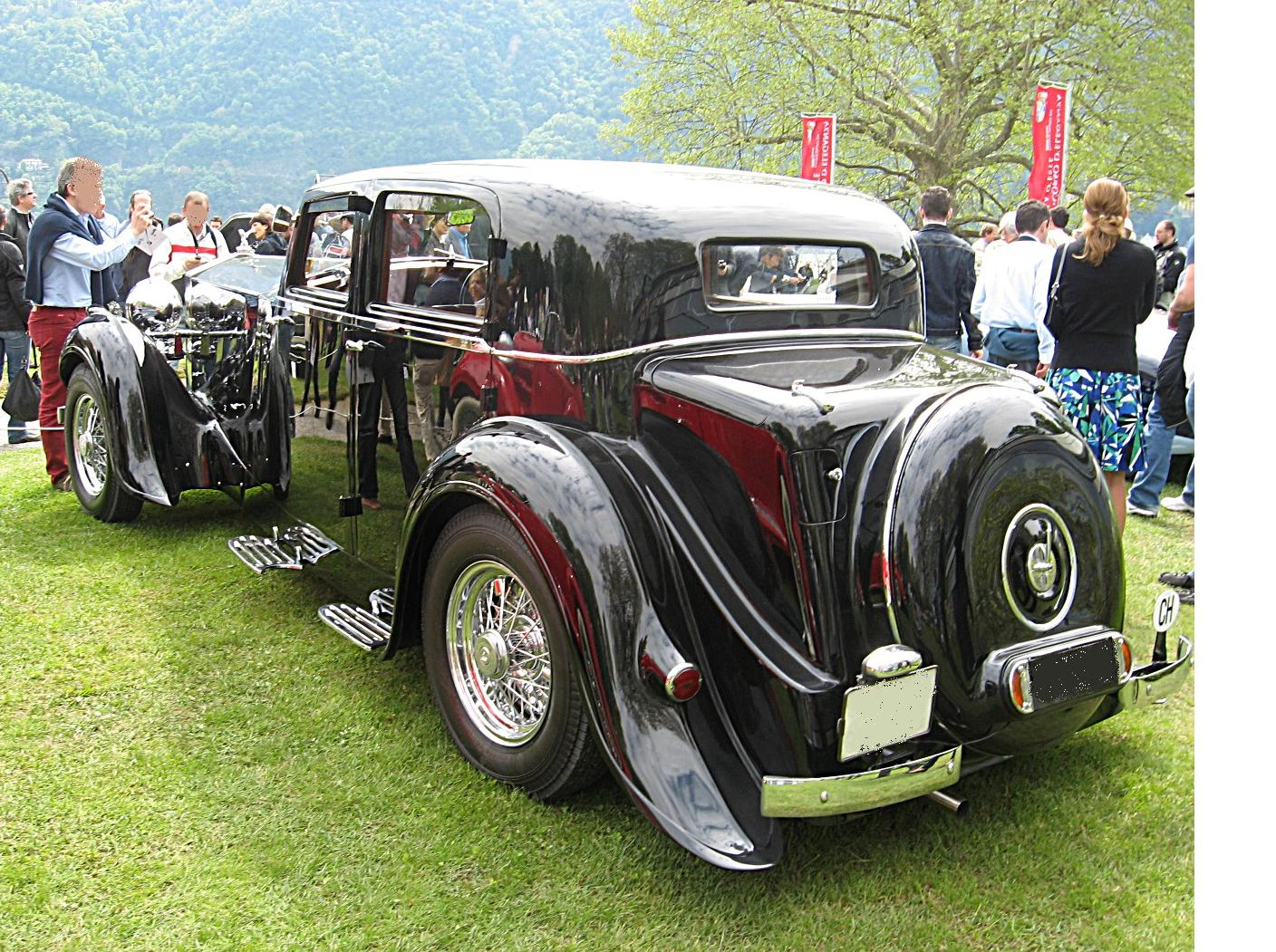
Rolls-Royce Phantom IV – tył

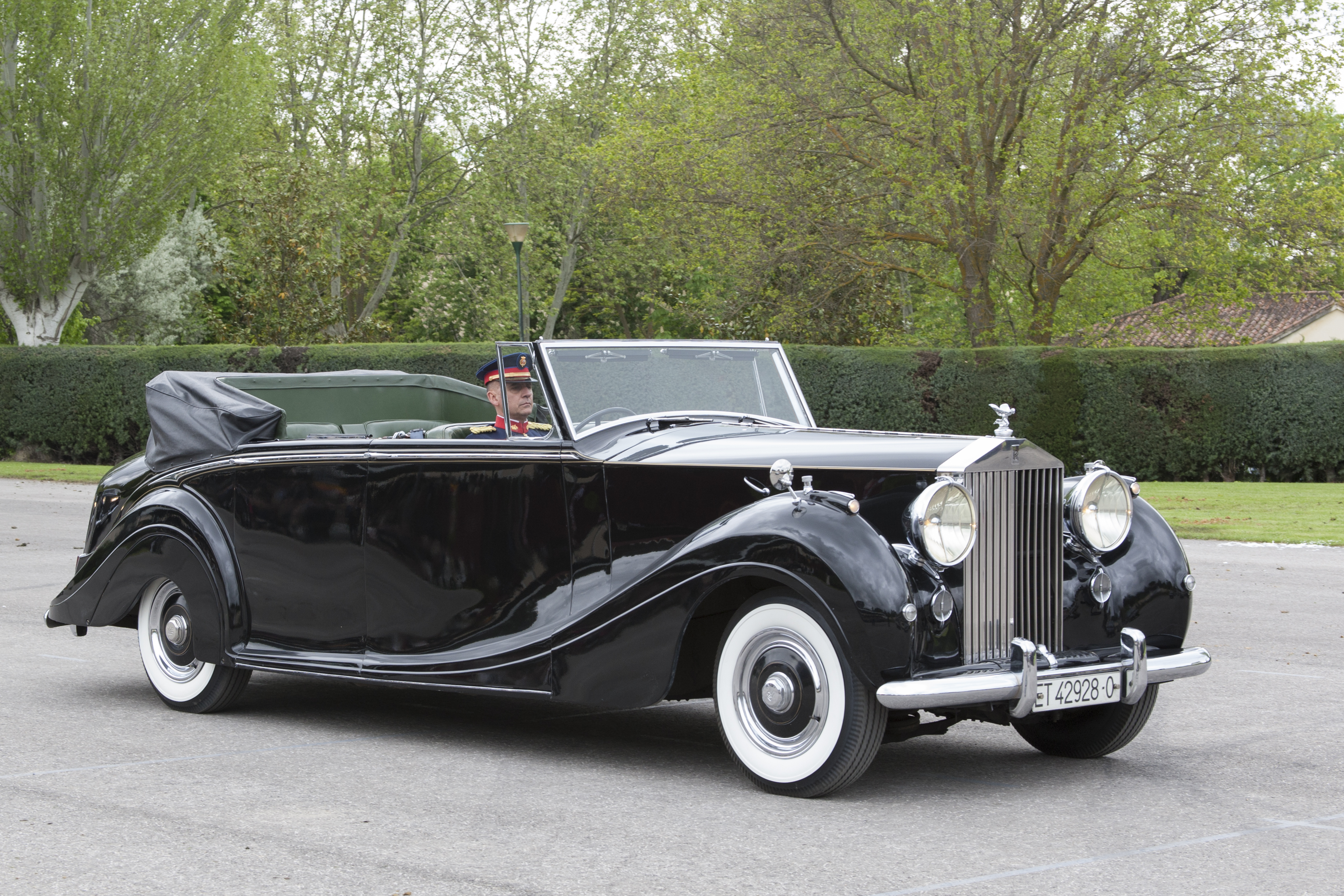
Rolls-Royce Phantom IV Cabrio

Rolls-Royce Phantom IV został zaprezentowany po raz pierwszy w 1950 roku.
Do napędu samochodu użyto ośmiocylindrowego rzędowego silnika o pojemności 5,7 litra. Moc przenoszona była na koła tylne poprzez 4-biegową skrzynię biegów. Najrzadszy z produkowanych kiedykolwiek Rolls-Royce’ów, powstało tylko 18 egzemplarzy. Wyprodukowane modele trafiały do znanych osobistości oraz ważnych dygnitarzy, między innymi do: królowej Elżbiety II i generała Francisco Franco, który był posiadaczem aż trzech Phantomów IV (tyle samo egzemplarzy posiadał tylko emir Kuwejtu Abdullah III Al-Salim Al-Sabah).
Podwozie samochodu oparto na modelu Silver Wraith. Zostało ono wzmocnione oraz wydłużone, skrócono także rozstaw osi. Phantom IV był jedynym modelem Rolls-Royce’a wyposażonym w ośmiocylindrowy silnik rzędowy.

### Silnik
- R8 5,7 l (5675 cm³), 2 zawory na cylinder
- Średnica × skok tłoka: 88,89 mm × 114,30 mm
- Stopień sprężania: 6,4:1
- Moc maksymalna: 166 KM (122 kW)

### Warianty
| Podwozie | Właściciel                                                                             | Typ nadwozia                   | Numer nadwozia | Oryginalny kolor                | Tapicerka                                  | Data dostawy        | Inne |
| 4AF2     | Elżbieta II                                                                            | limuzyna 7-osobowa             | 5034           | bordowy i czarny                | Przód: niebieska skóra, tył: szara tkanina | 6 lipca 1950        | Na masce samochodu srebrna figurka świętego Jerzego ze smokiem; zmodyfikowane siedzenie kierowcy, dla księcia Filipa, gdyby chciał osobiście prowadzić; samochód zawiózł królową na otwarcie Parlamentu w 1954. |
| 4AF4     | Rolls-Royce                                                                            | pick-up                        | ~              | szary                           | ~                                          | 1 października 1950 | Eksperymentalna ciężarówka używana przez fabrykę do 1963. |
| 4AF6     | Mohammad Reza Pahlavi                                                                  | kabriolet                      | 5077           | srebrno-niebieski               | biała                                      | 3 grudnia 1951      | Zezłomowany w 1959. |
| 4AF8     | Abdullah III Al-Salim Al-Sabah                                                         | limuzyna typu sedan            | 5153           | beżowy i królewski granat       | herbatnikowa                               | lipiec 1951         | ~ |
| 4AF10    | Henryk Windsor, książę Gloucester                                                      | Limuzyna                       | 9663           | czarny                          | płowa                                      | 1 września 1951     | Wykorzystany w filmie Arabeska z 1966. |
| 4AF12    | Ernest Hives, 1. baron Hives – dyrektor Rolls-Royce’a; następnie Marina, księżna Kentu | Limuzyna 7-osobowa             | 9719           | niebieski                       | beżowa                                     | 1 lipca 1951        | ~ |
| 4AF14    | Francisco Franco                                                                       | Limuzyna 5-osobowa             | 5035           | czarny                          | beżowa                                     | 13 czerwca 1952     | Wyposażony w opancerzony tył nadwozia. |
| 4AF16    | Francisco Franco                                                                       | limuzyna 7-osobowa             | 5036           | czarny                          | beżowa                                     | 4 lipca 1952        | Wyposażony w opancerzony tył nadwozia. |
| 4AF18    | Francisco Franco                                                                       | kabriolet                      | 4945           | czarny                          | zielona skóra                              | 28 marca 1952       | Pierwszy raz użyty 18 lipca 1952 podczas parady; wyposażony w opancerzony tył nadwozia. |
| 4AF20    | Aga Chan III                                                                           | Limuzyna sedanca de ville      | 9750           | ciemnozielony                   | czerwona skóra                             | maj 1952            | Po śmierci właściciela, wdowa po nim sprzedała samochód hotelowi Mayfair-Lennox w stanie Missouri, gdzie służył do przewozu gości z lotniska; odsprzedany w 1962. |
| 4AF22    | Talal ibn Abd al-Aziz                                                                  | kabriolet                      | –              | ecru i zielony                  | zielona skóra                              | czerwiec 1952       | |
| 4BP1     | Fajsal II                                                                              | limuzyna                       | 9890           | czarny                          | czerwona skóra                             | 26 marca 1953       | Wyprodukowany specjalnie na koronację Faisala. |
| 4BP3     | 'Abd al-Ilah                                                                           | turystyczna limuzyna 7-osobowa | 9891           | czarny                          | błękitna skóra                             | 26 marca 1953       | Wyprodukowany specjalnie na koronację Faisala II, którego al-Ilah był krewnym; w czasie rewolucji republikańskiej w 1958, samochód był serwisowany w Londynie i przetrwał jako jedna z nielicznych pamiątek po wymordowanej irackiej rodzinie królewskiej. |
| 4BP5     | Elżbieta II                                                                            | landaulet                      | 9941           | czarny i kasztanowy             | Przód: niebieska skóra, tył: szara tkanina | 1 maja 1954         | Rolls-Royce trzymał samochód na specjalne królewskie okazje, ale w 1959 królowa wykupiła auto i rodzina królewska korzystała z niego aż do późnych lat 80. XX wieku. |
| 4BP7     | Małgorzata Windsor                                                                     | limuzyna 7-osobowa             | 5686           | czarny                          | beżowa tkanina                             | 16 lipca 1954       | Zakupiony przez księżną Małgorzatę, otrzymał na masce – wybranego osobiście przez księżną – pegaza (analogicznie do św. Jerzego i smoka na pierwszym samochodzie królowej Elżbiety II); podobnie jak w pierwszym samochodzie królowej, samochód Małgorzaty posiadał zmodyfikowane siedzenie kierowcy, dostosowane do Małgorzaty.                              |
| 4CS2     | Abdullah III Al-Salim Al-Sabah                                                         | limuzyna typu sedan            | 5724           | dwa odcienie zielonego          | oliwkowo-zielona skóra                     | 1 lutego 1955       | ~ |
| 4CS4     | Abdullah III Al-Salim Al-Sabah                                                         | limuzyna                       | 5725           | złoto-miedziowy i srebrny       | beżowa                                     | sierpień 1955       | ~ |
| 4CS6     | Mohammad Reza Pahlavi                                                                  | limuzyna                       | 10177          | czarny, przemalowany na bordowy | zielona skóra                              | październik 1956    | Samochód przez kilka lat przebywał w naprawie, a następnie starano się ustalić kto jest jego prawowitym właścicielem (po rewolucji islamskiej w Iranie, tamtejsza ambasada w Londynie sugerowała, że samochód jest własnością Iranu, a nie rodziny Pahlavi'ch), ostatecznie auto przyznano Iranowi i znajduje się ono w irańskim Narodowym Muzeum Samochodów. |

## Piąta generacja

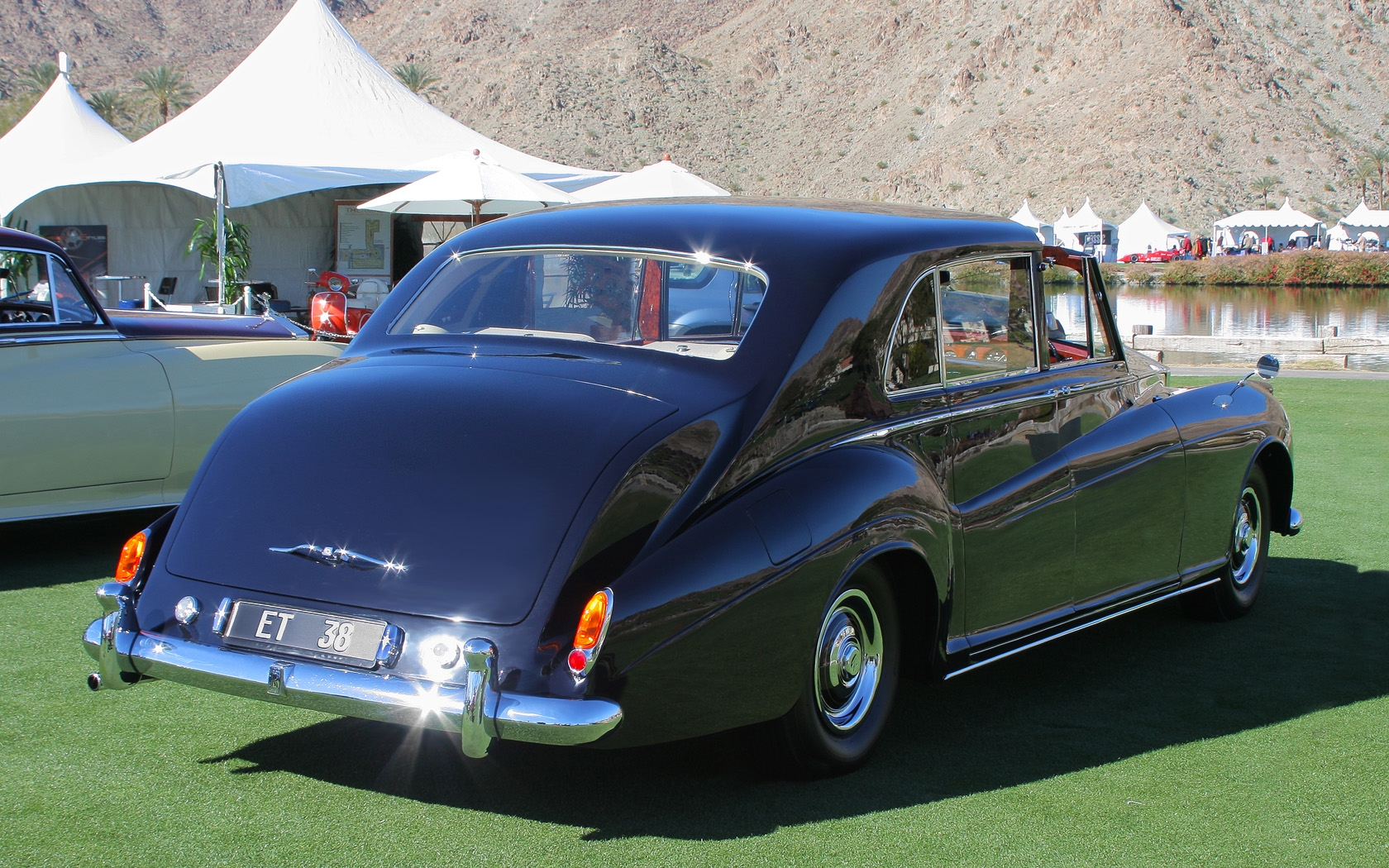
Rolls-Royce Phantom V – tył

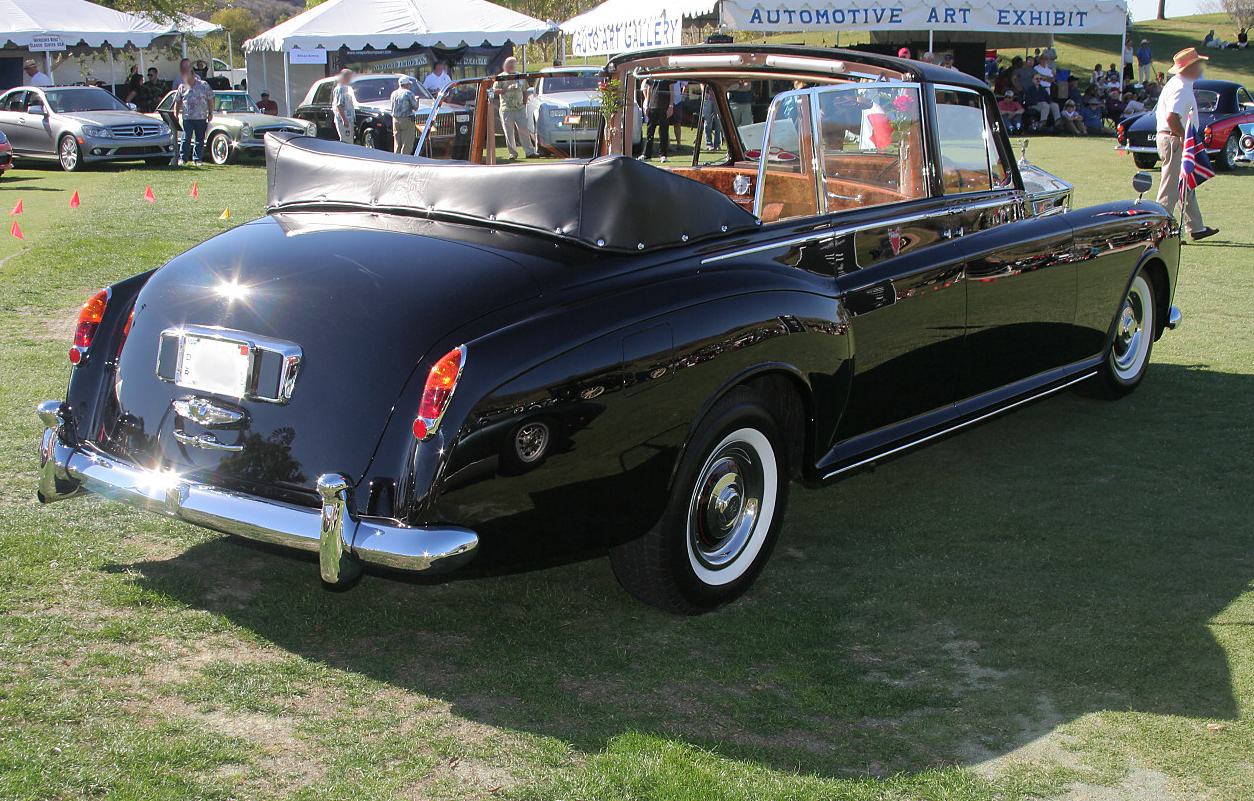
Rolls-Royce Phantom V Landaulet

Rolls-Royce Phantom V został zaprezentowany po raz pierwszy w 1959 roku.
Do napędu użyto silnika V8 o pojemności 6,2 litra. Moc przenoszona była na koła tylne poprzez 4-biegową automatyczną skrzynię biegów.

### Silnik
- V8 6,2 l (6223 cm³), 2 zawory na cylinder, OHV
- Średnica × skok tłoka: 104,10 mm × 91,40 mm
- Stopień sprężania: 9,0:1

## Szósta generacja

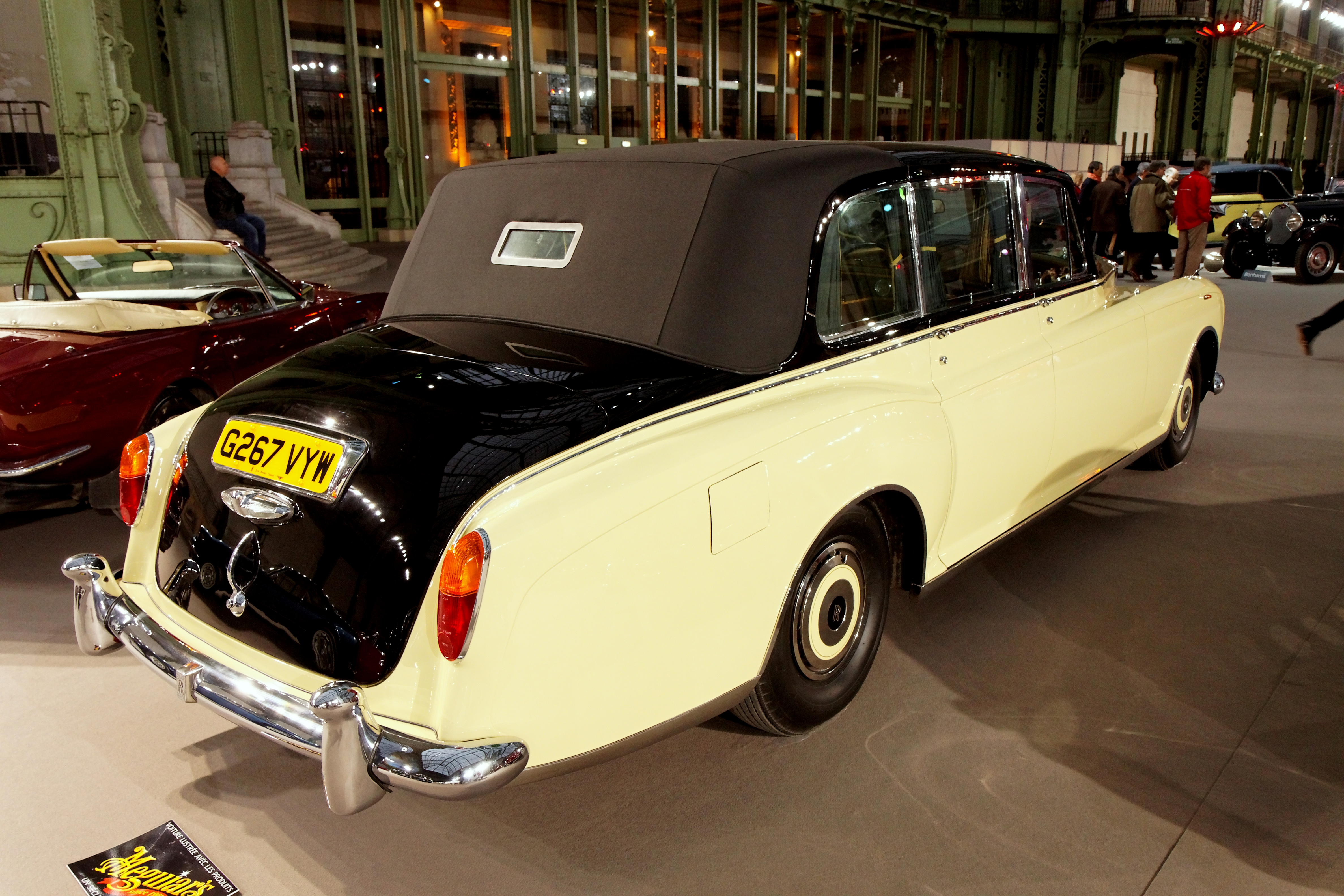
Rolls-Royce Phantom VI Landaulet – tył

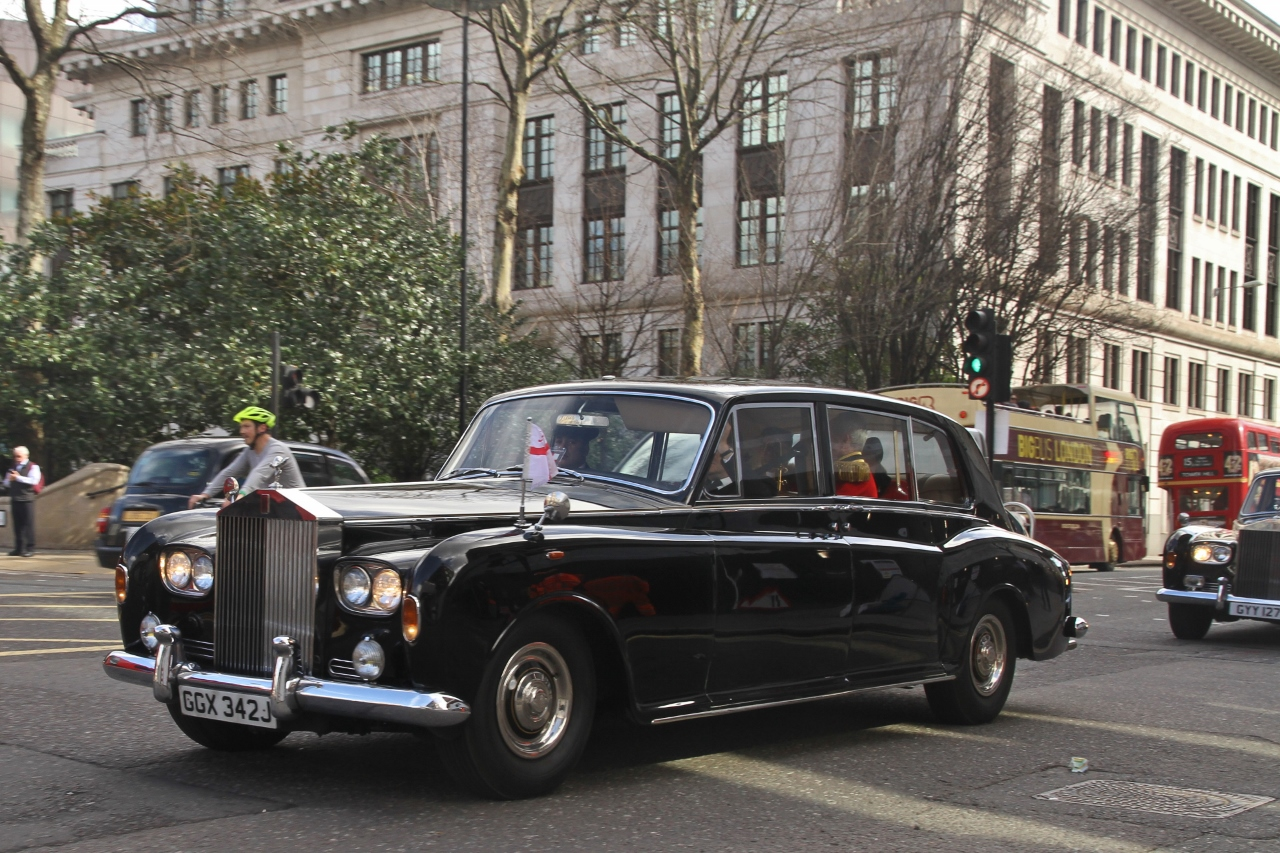
Rolls-Royce Phantom VI Limousine

Rolls-Royce Phantom VI został zaprezentowany po raz pierwszy w 1968 roku.
Do napędu samochodu użyto silnika V8 o pojemności 6,2 litra, później 6,75 l. Moc przenoszona była na koła tylne poprzez cztero-, a później trzybiegową automatyczną skrzynię biegów. W 1990 roku rolę przestarzałego Phantoma po 22 latach produkcji przejęła specjalna wersja modelu Silver Spirit, wydłużony Silver Spur Touring Limousine.

### Silnik
- V8 6,75 l (6750 cm³), 2 zawory na cylinder, OHV
- Średnica × skok tłoka: 104,10 mm × 99,10 mm
- Stopień sprężania: 8,0:1

### Osiągi
- Przyspieszenie 0-80 km/h: 9,7 s
- Prędkość maksymalna: 180 km/h